# Cranc de Heike
El cranc de Heike o heikegani (平家蟹, ヘイケガニ) (Heikea japonica) és una espècie de crustaci decàpode de la família Dorippidae. És un cranc natiu del Japó, amb una closca que porta un patró semblant a un rostre humà.
Els locals creuen que aquests crancs són reencarnacions dels esperits dels guerrers Heike derrotats en la batalla de Dan-no-ura, com va dir a La llegenda dels Heike. En realitat, el patró dels relleus a la closca té com a funció fixar els músculs adjacents. S'han trobat patrons semblants a altres espècies es troben en moltes parts del món, incloent restes fòssils.
Els crancs de Heike van ser utilitzats per Carl Sagan en el seu programa televisiu de divulgació científica Cosmos: Un viatge personal com un exemple de selecció artificial no intencionada. No obstant això, alguns experts han qüestionat aquesta idea. La història que els crancs amb closques que s'assemblaven als samurais eren tornats al mar, mentre que els que no s'assemblaven a un samurai es menjaven, el que donava als primers majors possibilitats de reproducció ha estat posada en dubte. Tanmateix, l'amplada màxima de crancs adults heikegani és només de 30 mm, per la qual cosa alguns pescadors llençaven aquests crancs de nou al mar, independentment de la seva aparença. Els espècimens més petits, però, podien haver estat consumits en el passat, abans de la pesca massiva. És difícil saber amb certesa quina part de la forma i quantitat dels crancs s'ha dictat per selecció artificial.